# Solresol
Solresol (oder la Langue Musicale Universelle) ist eine Plansprache, die von dem Franzosen (Jean) François Sudre ab 1817 entwickelt wurde.

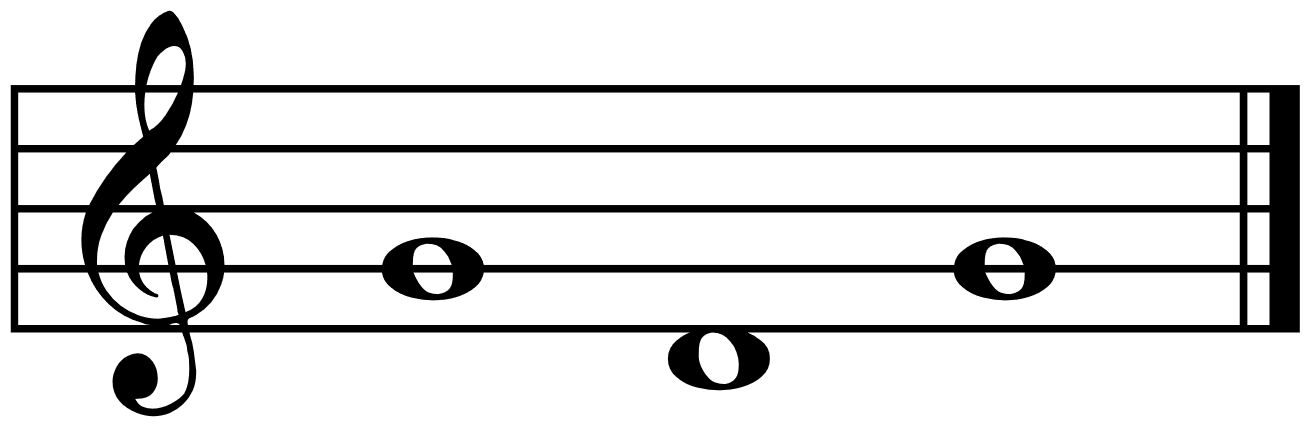
Solresol

## Geschichte
Der Musiker Sudre wollte eine Weltsprache auf musikalischer Grundlage schaffen. Nach vierzigjähriger Vorarbeit führte er seine Erfindung öffentlich vor.
Populär wurde die Sprache durch die Veröffentlichung einer Grammatik (französisch: Grammaire du Solresol) durch Boleslas Gajewski im Jahre 1902. 

## Kritik
Doch Solresol hat eine umständliche Grammatik, und sein willkürliches Vokabular verlangt intensives Gedächtnistraining. Es war fünfzig Jahre lang ziemlich populär (obwohl es nie praktisch verwendet wurde). Ein Nachteil ist der a priori gebildete Wortschatz, der dem Lernenden kaum Bezugspunkte zu anderen, bereits bekannten Sprachen bietet. 1977 verwendete Steven Spielberg Solresol in seinem Film Unheimliche Begegnung der dritten Art basierend auf der Lehre des ungarischen Komponisten Zoltán Kodály.

## Beispiele
Der Wortschatz basiert auf den Tonsilben: do, re, mi, fa, sol, la, si (oder ti). Häufig gebrauchte Wörter bestehen aus einer, zwei oder drei Silben/Noten, zum Beispiel: si – „ja“, do – „nein“, doredo – „Zeit“, dorela – „Jahr“, doresi – „Jahrhundert“. Speziellere Begriffe werden aus vier oder fünf Silben gebildet.

## Besonderheiten
| do | re | mi | fa | sol | la | si |
| -- | -- | -- | -- | --- | -- | -- |
|    |    |    |    |     |    |    |
|    |    |    |    |     |    |    |

Das Besondere an Solresol ist, dass man sich nicht nur sprechend, sondern auch singend, pfeifend, mit Flöten oder sonstigen Musikinstrumenten verständigen kann. Schreiben kann man in Buchstaben- oder Notenschrift oder eigenem Solresol-Silbenalphabet. Man kann die einzelnen Tonsilben auch durch Zahlen ersetzen (do – 1, re – 2…), mit unterschiedlichen Farben oder Handzeichen darstellen oder – besonders nützlich für die Kommunikation mit gleichzeitig Seh- und Hörbehinderten – durch Druck auf bestimmte Punkte der Hand des Gesprächspartners vermitteln.

## Klassen
Ähnlich wie in Ro gibt es Gruppen von Wörtern nach der Bedeutung in Abhängigkeit von den ersten Silben oder Musiknoten. Wörter beginnend mit sol beziehen sich auf Kunst oder Wissenschaft, und es geht dann so vertiefend weiter, so zum Beispiel solsol für Krankheit und Medizin usw.
Die Wörter mit vier Silben sind in Klassen verteilt:

### DO
| DO-Klasse |

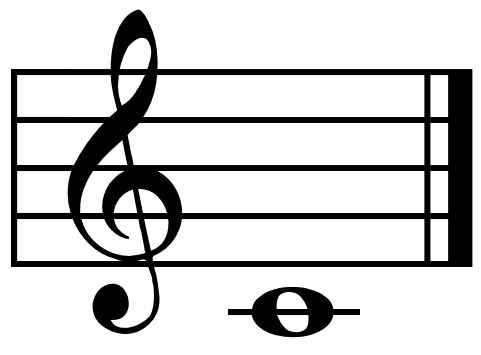
do

Die DO-Klasse befasst sich mit dem Menschen, seinen Fähigkeiten, seinen guten Eigenschaften und seiner Ernährung.
Domifado, Mensch
Domisolfa, Intelligenz
Domilare, aussprechen
Dofamire, Qualität
Dolafare, Ernährung
Dosisolfa, Küche

### RE
|  | RE-Klasse |

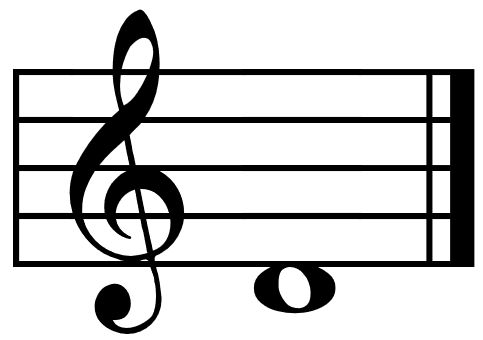
re

Die RE-Klasse betrifft das Anziehen, die Wohnung, das Mobiliar, den Haushalt und die Familie.
Redofasi Bekleidung
Remifala Haus
Refadomi Möbel Mobiliar
Resolsire arbeiten
Residosol Familie

### MI
|  |  | MI-Klasse |

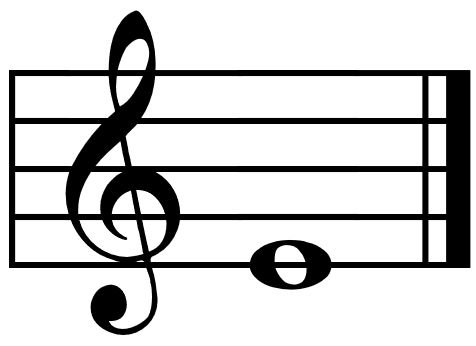
mi

Die MI-Klasse betrifft die Tätigkeiten des Menschen, und insbesondere seine Fehler.
Midola, verlassen, zurücklassen
Mifaredo, Egoismus, Eigenliebe
Mifamifa, Faulheit
Milarela, Verleumdung
Misimifa, Verantwortung

### FA
|  |  |  | FA-Klasse |

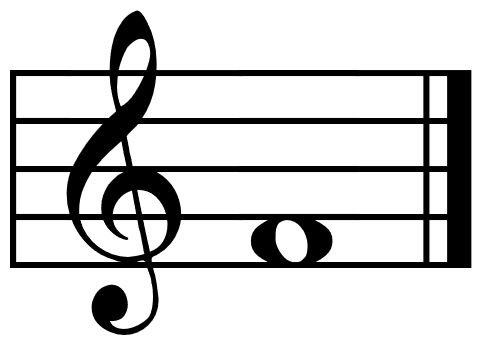
fa

Die mit FA beginnenden Wörter betreffen das Land, die Landwirtschaft, Krieg, Marine und Reisen.
Fadoremi, Land
Faredore, Landwirtschaft
Faremifa, ernten, sammeln, einsammeln,
Fasomire, Strategie, Taktik
Faladore, zur See fahren, segeln
Fasidore, reisen

### SOL
|  |  |  |  | SOL-Klasse |

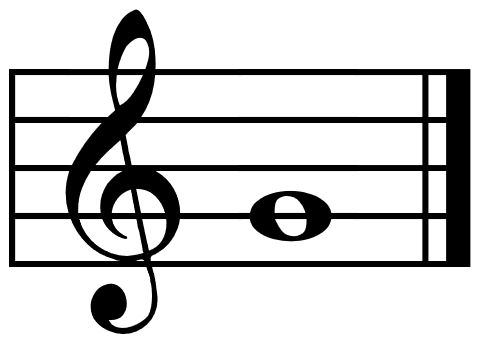
sol

Die mit SOL beginnenden Wörter betreffen Theater, Literatur, darstellende Kunst und Wissenschaft.
Soldoremi, Theater
Soldosire, Instrument
Solmisolre, Musik
Soldola, Malen, Farbe
Solmifa, Bildhauerarbeit, Bildhauerei
Solsidore, Literatur

### LA
| do | re | mi | fa | sol | la        | si |
| -- | -- | -- | -- | --- | --------- | -- |
|    |    |    |    |     | LA-Klasse |    |

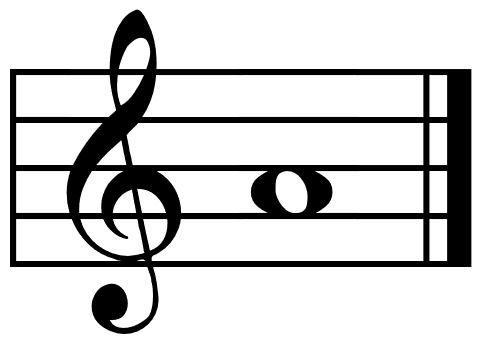
la

Die mit LA beginnenden Wörter beziehen sich oft auf Industrie und Handel.
Ladoredo Industrie
Ladorela verkaufen abgeben
Laredola kaufen anschaffen erwerben
Lafasoldo Geld Währung
Lafalafa Liter
Lasolrefa Meter

### SI
| do | re | mi | fa | sol | la | si        |
| -- | -- | -- | -- | --- | -- | --------- |
|    |    |    |    |     |    | SI-Klasse |

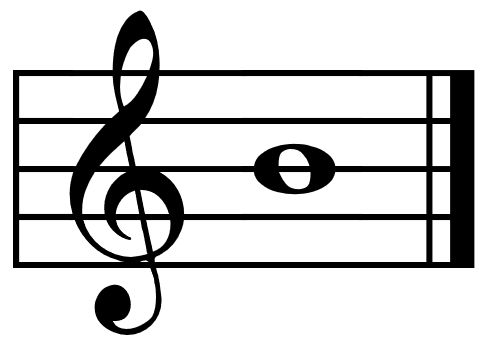
si

Die SI-Klasse dient für Begriffe bezüglich Stadt, Verwaltung, Regierung, Politik, Finanz und Polizei.
Sidomisi Gemeinde
Siredore Regierung
Siredosol Wahl
Siresido Diplomatie
Siresire Politik

## Wortbildung

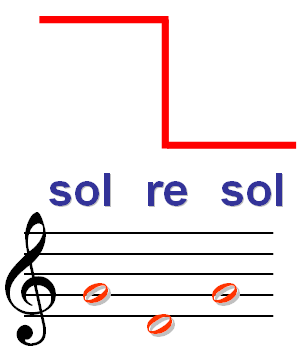
Die Silben sol, re und sol im Namen der Plansprache Solresol

Um das Gegenteil auszudrücken, werden die Silben des Wortes einfach umgekehrt:
|       |       |
| misol | solmi |
| gut   | böse  |

|         |         |
| domisol | solmido |
| Gott    | Teufel  |

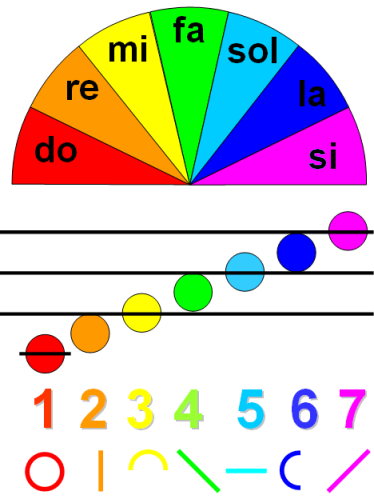
Farbnotation in Solresol

Gewöhnliche Wörter benutzten Kombinationen von drei Noten:
|        |        |        |
| doredo | doremi | dorefa |
| Zeit   | Tag    | Woche  |

|         |        |             |
| doresol | dorela | doresi      |
| Monat   | Jahr   | Jahrhundert |

Wörter können durch den Akzent verändert werden:
- Redomido – „verleumden“
- REdomido – „Verleumdung“
- ReDOmido – „Verleumder“
- RedoMIdo – „verleumderisch“ (Adjektiv)
- RedomiDO – „verleumderisch“ (Adverb)

Im Esperantomuseum und in der Sammlung für Plansprachen in Wien sind Solresol-Wort- und Satzbeispiele über Kopfhörer zu hören.

## Satzkonstruktion
Durch Kombinationen waren mehr als 11.700 Wörter möglich, mit denen sich Sätze bilden ließen, wobei es sinnvoll war, ausreichend Abstand zwischen den einzelnen Wörtern zu lassen. 
Im Farbcode sieht ein einfacher Satz folgendermaßen aus:
| do | re |  | mi | la | si |  | do | mi |
| -- | -- |  | -- | -- | -- |  | -- | -- |

In Notenschrift sieht der gleiche Satz so aus:
|                   |
| Dore milasi domi. |
| Ich liebe dich.   |

## Vokabeln
Die folgende Tabelle zeigt die Wörter mit bis zu zwei Silben aus Gajewskis Wörterbuch:
| 1. Silbe (unten) 2. Silbe (rechts) | Keine zweite Silbe   | -do               | -re                 | -mi                    | -fa           | -sol           | -la                | -si/-ti             |
| ---------------------------------- | -------------------- | ----------------- | ------------------- | ---------------------- | ------------- | -------------- | ------------------ | ------------------- |
| Do-                                | nein, nicht, weder   | (Vergangen- heit) | ich                 | du                     | er            | selbst         | ein                | ander               |
| Re-                                | und, sowohl als auch | mein              | (Plusquam- perfekt) | dein                   | sein          | unser          | euer               | ihr                 |
| Mi-                                | oder                 | für, um zu        | wer, welcher        | (Futur)                | wessen        | nun            | hier ist           | guten Abend / Nacht |
| Fa-                                | zu                   | was?              | zusammen mit        | dies, das              | (Konditional) | warum, weshalb | gut, schmackhaft   | viel, sehr          |
| Sol-                               | wenn                 | aber              | in, innen           | falsch, schlecht (adv) | weil          | (Imperativ)    | endlos, immer      | dank, danke         |
| La-                                | der, die, das        | nichts, niemand   | durch               | hier, dort             | schlecht      | niemals        | (Partizip Präsens) | von                 |
| Si-/Ti-                            | ja, okay             | das Gleiche       | jeder, jede         | guten Tag              | wenig, kaum   | Herrr          | junger Mann        | (Partizip Passiv)   |

## Vorteile und Nachteile
Ein willkürlich aufgebautes System hat den Vorteil, dass es international neutral ist. Allerdings sind die Begriffe daher auch schwer auswendig zu lernen. Die grammatische Funktion der Wörter im Satz ist leicht zu identifizieren, und man muss nur wenige unterschiedliche Zeichen lernen. Sie sind flexibel und können zum Beispiel für Blinde auf Klängen basieren, für Gehörlose auf Schriftzeichen. Die geringe Zeichenzahl macht aber große Genauigkeit erforderlich und erlaubt keine Redundanz.
Zum Ende des 19. Jahrhunderts tauchten neue Plansprachen wie zum Beispiel Volapük und Esperanto auf, die mehr Erfolg hatten, so dass Solresol im 20. Jahrhundert fast in Vergessenheit geriet. Dennoch gibt es bis heute eine kleine Gruppe von Sprechern, die über den ganzen Globus verteilt lebt und vor allem über das Internet die Sprache leben lässt.